# Begusarai
Begusarai est une ville d'Inde ayant en 2011 une population de 252 008 habitants. En 2023, dans le monde, c'est la ville qui a enregistré la plus forte concentration annuelle en particules fines (de diamètre inférieur ou égal à 2,5 µm) avec 118,9 µg/m3.